# 야베스 길르앗 전투
야베스 길르앗 전투는 구약 시대 연합 이스라엘 왕국 성립 후 왕 사울이 치른 최초의 대전투이다. 이 전투에서 오랫동안 이스라엘을 괴롭히던 암몬족들을 평정하고 왕권을 확보했다.

## 배경
이스라엘의 판관 사무엘에 의해 왕위에 오른 베냐민 사람 사울은 이제 막 임금으로 뽑혀 연합 이스라엘 왕국을 성립하고 백성들을 하나로 모으는데에 노력했다.
그러자 이에 암몬의 지도자 나하스가 야베스 길르앗으로 쳐들어왔고 그곳 원로들을 설득하여 야베스 사람들의 눈을 오른쪽 눈을 빼기 시작했다.

## 전투 과정
그러자 사울은 기브아에서 백성들에게 이 소식을 알려 군사를 모으고 베젝에서 사열해보니 이스라엘인이 30만 명, 유다인이 3만 명으로 총 군사가 33만 명이었다.
사울은 전령들을 보내 야베스 사람들에게 내일 구원될 것이라는 소식을 전했다. 그리고 이튿날 사울은 부대 3개로 나누어 이른 새벽녘에 적군의 진영 한복판으로 쳐들어가 정오까지 암몬군을 무찔렀고 생존자들도 모두 흩어졌다.
이 전투의 승리로 사울의 왕권은 더욱 강화되었고 길갈로 가 친교 제물을 바치고 자신이 이스라엘의 왕임을 선포했다.